# بالینتمپل (کورک)
بالینتمپل (به ایرلندی: Baile an Teampaill، به‌معنای "شهر کلیسایی") یک ناحیه یا منطقهٔ حومه شهر کورک در ایرلند است که در شهرستان کورک واقع شده‌است. در اصل، بالینتمپل یک روستای جداگانه بوده اما امروزه توسط شهر محصور شده است.

## افراد سرشناس
- جرج بول
- کیلین مورفی
- اتل لیلیان وینیچ